# موسی بلوچ
موسی بلوچ متولد آبان ماه ۱۳۴۵ و از کودکی ساز دونلی و تنبوره را آموخته و بیش از ۱۰سال بود که در جشنواره‌های موسیقی حضور داشت. موسی بلوچ نوازنده اهل نیکشهر است.

## زندگی
«موسی بلوچ» از ۱۵ سالگی به نواختن دونلی پرداخت. او در جشنواره‌های مختلف داخلی شرکت کرده و جوایز متعددی کسب کرده‌است. او برنامه‌هایی در کشورهای فرانسه، ایتالیا، آلمان، سوئد و نروژ داشت که جوایز مختلفی نیز کسب کرد. وی همچنین آهنگ بیش از۵ تئاتر استانی را ساخت و در همه موارد مقام نخست موسیقی متن را به خود اختصاص داد.

### مرگ
موسی بلوچ در پنجشنبه ۲۲ دی ماه ۱۳۹۱ درگذشت. او حین رانندگی در مسیر روستای محل زندگی‌اش به نیک شهر چابهار بر اثر تصادف مجروح شد و قبل از رسیدن به بیمارستان جان باخت. بیمارستان نیک‌شهر امکانات کافی نداشت و قرار بود موسی بلوچ به بیمارستان چابهار منتقل شود که در مسیر درگذشت. بلوچ از مفاخر موسیقی و نوازندگی دست ساز «دونلی» شهرت داشت. بلوچ در روستای «ملوران» بخش بنت از توابع شهرستان نیکشهر در استان سیستان و بلوچستان زندگی می کرد. او به دلیل مشکل اقتصادی در کنار نوازندگی، راننده تاکسی بود.